# جاك ويلسون (ملاكم)
جاك ويلسون (بالإنجليزية: Jack Wilson)‏ (17 يناير 1918 - 10 مارس 1956 بكليفلاند في الولايات المتحدة) هو ملاكم أمريكي، صنّف ضمن فئة وزن البانتام ‏. شارك في الألعاب الأولمبية الصيفية 1936 والملاكمة في الألعاب الأولمبية الصيفية 1936 – وزن البانتام.

## وصلات خارجية
- جاك ويلسون على موقع بوكس ريك (الإنجليزية) (registration required)
- جاك ويلسون على موقع أوليمبيديا (الإنجليزية)